# Phulbari (Taplejung)
Phulbari (nep. फुलबारी, trl. Phulbārī, trb. Phulbari) – gaun wikas samiti we wschodniej części Nepalu w strefie Meći w dystrykcie Taplejung. Według nepalskiego spisu powszechnego z 2001 roku liczył on 792 gospodarstw domowych i 4076 mieszkańców (2100 kobiet i 1976 mężczyzn).